# Reifenhäuser Group
Reifenhäuser GmbH & Co. KG Maschinenfabrik — немецкая группа компаний занимающаяся проектированием, производством экструзионного оборудования и лабораторными исследованиями в области экструзии полимерных материалов.

## История
Компания Reifehauser основана в 1911 году как маленькая кузница Антоном Райфенхойзером в Тройсдорфе, Германия. Его сын смог изменить направление бизнеса на производство экструзионного оборудования, что дало компании возможность развиваться в последующие годы. С момента продажи своего первого экструдера в 1948, до компании имеющей представительства и производства в других странах.

## Направления деятельности
Группа компаний Reifenhäuser избрала своим основным направлением машиностроение в области экструзионных материалов.
Компании Reifenhäuser производят на своих площадках комплектующие для экструзионного оборудования и собирают готовое экструзионное оборудование для различных направлений экструзии от упаковочной ленты до спанбонда.